# Ladislav Legenstein
Ladislav „Laci“ Legenstein (* 19. November 1926 in Čakovec, Königreich der Slowenen, Kroaten und Serben, heute Kroatien) ist ein ehemaliger jugoslawischer und österreichischer Tennisspieler. In seiner Jugend in Čakovec war er ein vielseitiger Sportler, der auch Tischtennis, Volleyball und Fußball betrieb. Später fokussierte er sich auf Tennis, wobei er in seiner Karriere zwei Turniere im Einzel gewann.

## Laufbahn
Er wurde als Sohn von Geza Legenstein und seiner Frau Elizabeta geb. Kemeny in Čakovec geboren. Seine Eltern entstammten der Familien mit ungarisch-jüdischen Wurzeln. Beide wurden erfolgreiche Tischtennisspieler (Vater Geza nahm an der WM 1929 teil). In den 1920er Jahren gründeten sie eine Tischtennis- und Tennis-Sektion beim lokalen Sportklub in Čakovec. Ladislav, Laci genannt, betrieb als Junge und Mitglied des Sportklubs mehrere Sportdisziplinen, aber später, als Student in Zagreb, spielte er intensiv nur Tennis.
In den 1950er Jahren war er einer der besten Tennisspieler des ehemaligen Jugoslawiens; 1954 wurde er Ranglisten-Vierter. 1955 zog er nach Deutschland um, zuerst nach Freiburg und später nach Heidelberg. 1960 erhielt er die österreichische Staatsbürgerschaft und spielte von 1960 bis 1962 für die Österreichische Davis-Cup-Mannschaft.
In seiner Karriere gewann Legenstein mehrere Turniere im Doppel sowie zwei im Einzel, zunächst in Hilversum (1957), wo er im Finale Fred Dehnert aus den Niederlanden schlug, und danach beim Rogers Cup in Toronto (1960), wo er Warren Woodcock aus Australien besiegte.
1959 schaffte er im Einzel den Einzug ins Achtelfinale von French Open in Paris. Bei den anderen Grand-Slam-Turnieren erreichte er bei Wimbledon Championships höchstens die erste Runde und bei den US Open in Forest Hills die Runde zwei.
Im Doppel gelang ihm 1959 der Einzug ins Halbfinale von Wimbledon und im gemischten Doppel nur die zweite Runde, ebenfalls von Wimbledon (1961).
Ab Mitte der 1960er Jahre war er Tennis-Trainer beim Heidelberger TC.
Als Senior spielte er bis 2010er in den entsprechenden Alters-Kategorien und gewann mehrere Turniere. So wurde er gemeinsam mit Oskar Jirkovsky (* 1924) 2006 Team-Weltmeister in der Altersklasse 80+.